# Carlos Uresti
Carlos "Charlie" Uresti (nascido em 18 de setembro de 1963) é um advogado americano e político democrata de San Antonio, Texas. De novembro de 2006 até à sua renúncia em junho de 2018, ele atuou como membro do Senado Estadual do Texas representando o Distrito 19 do Senado, um dos maiores distritos senatoriais geográficos do Senado do Texas, cobrindo um terço da fronteira Texas-México. Antes da sua eleição para o Senado Estadual do Texas, ele representou o 118º distrito na Câmara dos Representantes do Texas de janeiro de 1997 a novembro de 2006.
Em fevereiro de 2018, Uresti foi considerado culpado de 11 acusações criminais federais relacionadas ao seu suposto envolvimento em um esquema Ponzi que defraudou investidores em centenas de milhares de dólares. Em 18 de junho de 2018, ele anunciou sua renúncia do Senado Estadual do Texas, a partir de 21 de junho de 2018. Em 26 de junho de 2018, Uresti foi condenado a 12 anos de prisão federal. Ele se rendeu aos marechais dos EUA em 19 de fevereiro de 2019.

## Início da vida e família
Carlos Uresti nasceu em San Antonio em 18 de setembro de 1963, o caçula de oito filhos. Ele cresceu no lado sul de San Antonio e frequentou a McCollum High School, onde fazia parte do JROTC. Após a formatura, Uresti se alistou nas reservas do Corpo de Fuzileiros Navais dos EUA aos 18 anos. Em 1985, ele obteve seu diploma de bacharel em ciências políticas pela St. Mary's University e foi então comissionado como segundo-tenente. Uresti ascendeu ao posto de capitão e ganhou a Medalha de Conquista da Marinha durante seus quatro anos de serviço ativo como engenheiro de combate. Após sua carreira militar, Uresti voltou para a Escola de Direito da Universidade de St. Mary, onde se formou em 1992. Desde então, ele exerce prática privada em San Antonio, no escritório de advocacia Uresti.
Uresti se casou com Lleanna Elizondo em 2012. Ela tem dois filhos, Katalina e Sebastian, e ele tem dois filhos: Michael, formado em 2005 pela Universidade A&M do Texas, e Carlos Jr., formado pela Texas A&M Universdade-San Antonio em 2011 e cabo no Corpo de Fuzileiros Navais dos Estados Unidos Reserva.
Dois de seus irmãos também estão envolvidos na política de San Antonio: Albert Uresti concorreu sem sucesso ao Congresso dos EUA em 2006 e foi eleito assessor-coletor de impostos do Condado de Bexar em 2012, e Tomas Uresti foi membro da Câmara dos Representantes do Texas no Distrito 118 ( 2016-2018). Sua sobrinha Lisa Uresti-Dasher, filha de seu irmão Albert, fez uma campanha malsucedida para juiz do 285º Tribunal Distrital do Texas, na votação das primárias democratas de 2022.

## Carreira política
Uresti entrou na política estadual durante a eleição especial de 1997 para o Texas House District 118. Durante seus nove anos de carreira na Câmara, presidiu a Comissão de Serviços Humanos durante a 78ª Legislatura e a Comissão de Reforma do Governo durante a 79ª Legislatura. Uresti foi eleito para o Senado do Estado do Texas em 2006, representando o Distrito 19 do Senado, depois de desafiar o titular de 13 anos, Frank Madla, em uma eleição primária contenciosa e às vezes acalorada. Ativistas democratas criticaram o senador Madla por estar muito ligado à liderança republicana no Senado e por não querer usar o poder senatorial para impedir a aprovação de projetos de lei republicanos. Especificamente, Uresti examinou o papel de Madla em uma votação de 2003 para remover 180.000 jovens do Programa de Seguro de Saúde Infantil. Madla se referiu à acusação de Uresti de forma polêmica como uma "questão processual". Eventualmente, Uresti prevaleceu com 56,5% dos votos contra 43,5% de Madla, e o senador Madla renunciou em 31 de maio de 2006. Para seu segundo mandato, Uresti enfrentou uma reeleição inesperadamente difícil em 2010, vencendo por menos de 9.000 votos. O senador atribuiu isso ao alcance inadequado dos eleitores em condados rurais e suburbanos. Em 2012, Uresti venceu por uma margem significativamente maior de 19 pontos.

### Investigação e acusação federal
Em 16 de fevereiro de 2017, agentes do FBI e do IRS invadiram os escritórios de advocacia da Uresti em conexão com a investigação da FourWinds, um negócio fraudulento de fraturamento hidráulico. Uresti divulgou um comunicado logo após afirmar que cooperaria totalmente com os agentes durante a investigação.
O alvo do ataque era a empresa de consultoria de Uresti, Turning Point Strategies; o FBI estava investigando "investidores ou contribuintes" na empresa, que coletava as comissões da Uresti por lidar com o investimento de $ 900.000 de um ex-cliente na FourWinds. A cliente, Denise Cantu (nascida em 1980) de Harlingen, perdeu grande parte do dinheiro que obteve em um caso envolvendo a morte injusta de dois de seus filhos. Uresti posteriormente adquiriu um empréstimo de $ 25.000 de Cantu e $ 75.000 de três outros indivíduos, incluindo um de seus funcionários do Senado.
Cantu separadamente entrou com uma ação civil contra Uresti, alegando fraude depois que ela investiu pesadamente na falida FourWinds Logistics. Cantu afirma que Uresti a "enganou" com o investimento e não revelou que recebeu uma comissão de $ 27.000 da FourWinds por solicitar seu negócio com sucesso. Cantu afirma que a FourWinds dividiu seu dinheiro entre os executivos da empresa e não comprou areia de fraturamento hidráulico como haviam prometido. Uresti negou qualquer irregularidade e pediu que o processo fosse adiado até depois do encerramento da legislatura no final de maio.
Em 16 de maio de 2017, Uresti foi indiciado em duas acusações separadas por um grande júri federal no Tribunal Distrital dos Estados Unidos para o Distrito Oeste do Texas por conspiração para cometer fraude eletrônica e conspiração para cometer lavagem de dinheiro. A outra acusação lista conspiração para cometer suborno e conspiração para cometer lavagem de dinheiro. Uresti teria recebido dinheiro da Physicians Network Associates (PNA), que tinha um contrato para serviços médicos como o Centro de Detenção do Condado de Reeves, um esquema que continuou por meio das empresas sucessoras da PNA. A acusação afirma que o administrador interino do condado de Reeves, o juiz Jimmy Galindo, conspirou para aprovar o contrato médico por meio do tribunal de comissários do condado em troca de propinas e "promessas de pagamentos futuros". A PNA contratou a Uresti, ostensivamente como "consultora" para "serviços de marketing". A promotoria afirma que, de fato, Uresti se tornou o intermediário do dinheiro da propina destinada a Galindo. A PNA foi posteriormente absorvida pela Correctional Healthcare Companies em 2010, que se fundiu com outro fornecedor, Correct Care Solutions, em 2014. A PNA e suas empresas sucessoras continuaram a pagar à Uresti $ 10.000 mensais, começando em setembro de 2006 pelos próximos 10 anos. Uresti é acusado de ter embolsado cerca de metade desses subornos, dando o restante a Galindo.
Em 20 de maio de 2017, o San Antonio Express-News pediu a renúncia de Uresti.
Em um processo judicial, os promotores federais afirmam que, devido a problemas financeiros pessoais esmagadores, Uresti executou um " esquema Ponzi " que defraudou Cantu (citado como Vítima 1).
O Juiz Magistrado dos EUA Henry Joseph Bemporad decidiu em 30 de junho que o advogado de Uresti, Mikal Watts, tem um conflito de interesses no caso, mas não removeu imediatamente Watts de representar Uresti. Bemporad disse que o caso contra Uresti está ligado ao caso de homicídio culposo que o escritório de advocacia de Watts conduziu em nome de Denise Cantu.
O julgamento do júri federal de Uresti em 11 acusações, que incluíam lavagem de dinheiro, fraude eletrônica e fraude de valores mobiliários, concluiu com 11 veredictos de culpado. Ele então renunciou ao Senado do Texas.
Em junho de 2018, Uresti foi condenado a 12 anos de prisão, seguidos de três anos de liberdade condicional. Ele foi condenado a pagar uma indenização às vítimas no valor de US$ 6,3 milhões.

### Alegações de assédio sexual
Em dezembro de 2017, The Daily Beast publicou um artigo contendo inúmeras alegações de assédio sexual contra Uresti. Após a publicação do artigo, a senadora estadual democrata Sylvia Garcia pediu uma investigação sobre as denúncias. A maioria dos relatórios foram atribuídos a fontes anônimas. A Annie's List, uma organização que defende a eleição de mulheres democratas no Texas, instou Uresti a renunciar após denúncias de má conduta sexual. O Daily Beast afirmou que uma funcionária não identificada estava sentada no colo de Uresti no primeiro dia da sessão de 2013.
Uresti alegou que ela era sua esposa e produziu uma foto do casal sentado junto no evento.

### Transporte
Uresti defendeu o aumento do investimento do estado em infraestrutura de transporte. Ele era um crítico vocal do plano TxDOT para substituir as estradas municipais de tráfego intenso por cascalho.
Uresti tem sido um defensor da reforma dentro dos Serviços de Proteção à Criança (CPS), dizendo que precisa ser melhor financiado e precisa de práticas de gestão reformadas, menor número de casos por trabalhador e salários mais altos. Ele pressionou para que mais recursos fossem destinados à prevenção de abusos.
Durante a 84ª Sessão Legislativa, a Uresti pressionou por mais financiamento para o CPS contratar mais assistentes sociais para reduzir a carga de trabalho. Em uma audiência provisória de 2016, o senador Uresti defendeu melhores salários para os assistentes sociais da CPS, para diminuir a rotatividade e os custos de treinamento.

### Água
Uresti foi um proponente da Proposta 6, que forneceu US$ 2 bilhões do Fundo do Rainy Day Fund para o State Water Plan, permitindo empréstimos a juros baixos para mais de 560 projetos de abastecimento de água, dizendo que o Texas precisava "tomar uma atitude progressiva e voltada para o futuro abordagem às nossas necessidades de água a longo prazo."